# Championnat de Russie de football 1995
Navigation
Saison précédente Saison suivante
La saison 1995 de Vyschaïa Liga est la quatrième édition de la première division russe.
Les seize meilleurs clubs du pays sont regroupés au sein d'une poule unique où ils s'affrontent à deux reprises, à domicile et à l'extérieur, jouant chacun 30 rencontres pour un total de 240 matchs disputés entre le 1er avril et le 26 octobre 1995.
Huit places européennes sont distribuées par le biais du championnat lors de cette édition. Le vainqueur se qualifie ainsi pour le tour préliminaire de la Ligue des champions 1996-1997 tandis que les équipes situées entre la deuxième et la cinquième place se qualifient pour la Coupe UEFA 1996-1997. Trois places pour la Coupe Intertoto 1996 sont également délivrées entre la sixième et la huitième position. Dans le même temps, le vainqueur de la Coupe de Russie 1995-1996 se qualifie pour le premier tour de la Coupe des coupes 1996-1997. Le dernier au classement est quant à lui relégué au terme de la saison.
La compétition est remportée par le Spartak-Alania Vladikavkaz, qui termine champion de Russie pour la première fois de son histoire à l'issue de cette saison et succède au triple tenant du titre le Spartak Moscou qui finit quant à lui troisième. La deuxième place revient quant à elle au Lokomotiv Moscou, vainqueur de la Coupe de Russie. À l'autre bout du classement, le Dinamo-Gazovik Tioumen termine largement dernier avec quinze points, soit onze de moins que le premier non-relégable, et descend en deuxième division à la fin de l'année.

## Clubs participants
CSKA Moscou
Dynamo Moscou
Lokomotiv Moscou
Spartak Moscou
Torpedo Moscou
Légende des couleurs
- Premier tour de la Ligue des champions 1995-1996
- Premier tour de la Coupe des coupes 1995-1996
- Premier tour de la Coupe UEFA 1995-1996
- Promu de deuxième division

| Club                       | Présent depuis | Classement 1994 | Entraîneur                      | Stade                | Capacité théorique |
| -------------------------- | -------------- | --------------- | ------------------------------- | -------------------- | ------------------ |
| Spartak Moscou             | 1992           | 1               | Oleg Romantsev                  | Stade Loujniki       | 84 745             |
| Dynamo Moscou              | 1992           | 2               | Adamas Golodets                 | Stade Dynamo         | 36 540             |
| Lokomotiv Moscou           | 1992           | 3               | Iouri Siomine                   | Stade Lokomotiv      | 28 800             |
| Rotor Volgograd            | 1992           | 4               | Viktor Prokopenko               | Stade central        | 32 120             |
| Spartak Vladikavkaz        | 1992           | 5               | Valeri Gazzaev                  | Stade Spartak        | 32 600             |
| Kamaz Naberejnye Tchelny   | 1993           | 6               | Valeri Tchetverik               | Stade Kamaz          | 15 000             |
| Tekstilchtchik Kamychine   | 1992           | 7               | Sergueï Pavlov                  | Stade Tekstilchtchik | 10 000             |
| Lokomotiv Nijni Novgorod   | 1992           | 8               | Valeri Ovtchinnikov (en)        | Stade Lokomotiv      | 17 856             |
| Jemtchoujina Sotchi        | 1993           | 9               | Arsen Naïdionov (en)            | Stade central        | 12 500             |
| CSKA Moscou                | 1992           | 10              | Aleksandr Tarkhanov             | Stade Loujniki       | 84 745             |
| Torpedo Moscou             | 1992           | 11              | Valentin Ivanov                 | Stade Torpedo        | 13 200             |
| Dinamo-Gazovik Tioumen     | 1994           | 12              | Eduard Malofeev                 | Stade Geolog         | 13 057             |
| Krylia Sovetov Samara      | 1992           | 13              | Aleksandr Averianov             | Stade Metallourg     | 33 220             |
| Ouralmach Iekaterinbourg   | 1992           | 14              | Vladimir Kalachnikov (en)       | Stade central        | 13 000             |
| Tchernomorets Novorossiisk | 1995           | 1 (D2)          | Sergueï Boutenko (en) (intérim) | Stade Troud          | 12 500             |
| Rostselmach Rostov         | 1995           | 2 (D2)          | Sergueï Andreïev                | Stade Rostselmach    | 15 840             |

### Changements d'entraîneur
| Club                       | Entraîneur partant     | Date de départ | Entraîneur arrivant             | Date d'arrivée |
| -------------------------- | ---------------------- | -------------- | ------------------------------- | -------------- |
| Dinamo-Gazovik Tioumen     | Aleksandr Bubnov       | mars 1995      | Sergueï Rojkov (en)             | mars 1995      |
| Dinamo-Gazovik Tioumen     | Sergueï Rojkov (en)    | avril 1995     | Aleksandr Irkhine (en)          | avril 1995     |
| Rostselmach Rostov         | Enver Ioulgouchov (en) | mai 1995       | Sergueï Andreïev                | mai 1995       |
| Dinamo-Gazovik Tioumen     | Aleksandr Irkhine (en) | juillet 1995   | Eduard Malofeev                 | août 1995      |
| Dynamo Moscou              | Konstantin Beskov      | août 1995      | Adamas Golodets                 | septembre 1995 |
| Tchernomorets Novorossiisk | Oleg Dolmatov          | septembre 1995 | Sergueï Boutenko (en) (intérim) | septembre 1995 |

## Compétition

### Qualifications en coupes d'Europe
À l'issue de la saison, le champion s'est qualifié pour le tour préliminaire de la Ligue des champions 1996-1997.
Le vainqueur de la Coupe de Russie 1995-1996 s'est qualifié pour le premier tour de la Coupe des coupes 1996-1997.
Les quatre places en Coupe UEFA 1996-1997 sont quant à elles revenues au troisième, au quatrième, au cinquième et au sixième du championnat. Ces places étaient qualificatives pour le deuxième tour de qualification de la compétition.
Enfin, les septième, huitième et neuvième du championnat ont pris les trois places en Coupe Intertoto 1996.

### Classement
Le classement est établi sur le barème classique de points (victoire à 3 points, match nul à 1, défaite à 0).
Pour départager les équipes à égalité de points, on tient d'abord compte des confrontations directes, puis de la différence de buts générale et du nombre de buts marqués et enfin si la qualification ou la relégation est en jeu, les deux équipes jouent une rencontre d'appui sur terrain neutre.
| Rang | Équipe                           | Pts | J  | G  | N  | P  | Bp | Bc | Diff |
| ---- | -------------------------------- | --- | -- | -- | -- | -- | -- | -- | ---- |
| 1    | Spartak-Alania Vladikavkaz       | 71  | 30 | 22 | 5  | 3  | 63 | 21 | +42  |
| 2    | Lokomotiv Moscou C               | 65  | 30 | 20 | 5  | 5  | 52 | 23 | +29  |
| 3    | Spartak Moscou T                 | 63  | 30 | 19 | 6  | 5  | 76 | 26 | +50  |
| 4    | Dynamo Moscou                    | 56  | 30 | 16 | 8  | 6  | 45 | 29 | +16  |
| 5    | Torpedo Moscou                   | 55  | 30 | 16 | 7  | 7  | 40 | 30 | +10  |
| 6    | CSKA Moscou                      | 53  | 30 | 16 | 5  | 9  | 56 | 34 | +22  |
| 7    | Rotor Volgograd                  | 40  | 30 | 11 | 7  | 12 | 62 | 49 | +13  |
| 8    | Ouralmach Iekaterinbourg         | 39  | 30 | 12 | 3  | 15 | 43 | 47 | -4   |
| 9    | Kamaz-Tchally Naberejnye Tchelny | 38  | 30 | 10 | 8  | 12 | 34 | 30 | +4   |
| 10   | Energia-Tekstilchtchik Kamychine | 34  | 30 | 9  | 7  | 14 | 37 | 41 | -4   |
| 11   | Tchernomorets Novorossiisk P     | 32  | 30 | 10 | 2  | 18 | 32 | 62 | -30  |
| 12   | Lokomotiv Nijni Novgorod         | 29  | 30 | 5  | 11 | 14 | 28 | 42 | -14  |
| 13   | Jemtchoujina Sotchi              | 28  | 30 | 8  | 4  | 18 | 36 | 69 | -33  |
| 14   | Rostselmach Rostov P             | 28  | 30 | 8  | 4  | 18 | 35 | 56 | -21  |
| 15   | Krylia Sovetov Samara            | 26  | 30 | 6  | 8  | 16 | 34 | 65 | -31  |
| 16   | Dinamo-Gazovik Tioumen           | 15  | 30 | 3  | 6  | 21 | 28 | 77 | -49  |

| Légende : Qualifications et relégations | Légende : Qualifications et relégations                                         |
| --------------------------------------- | ------------------------------------------------------------------------------- |
|                                         | Ligue des Champions 1996-1997 (Tour de qualification)                           |
|                                         | Coupe des coupes 1996-1997 (1er tour)                                           |
|                                         | Coupe UEFA 1996-1997 (2e tour de qualification)                                 |
|                                         | Coupe Intertoto 1996 (Phase de groupes)                                         |
|                                         | Relégation en deuxième division                                                 |
|                                         | T : Tenant du titre 1994 P : Promu 1994 C : Vainqueur Coupe de Russie 1995-1996 |

### Résultats
| Résultats (▼dom., ►ext.)                                   | SPV | LMO | SPA | DMO | TOR | CSKA | ROT | OUR | KAM | TEK | TCH | LNN | JEM | ROS | KRY | DTI |
| Spartak-Alania Vladikavkaz                                 |     | 0-1 | 1-1 | 2-0 | 0-0 | 2-1  | 3-2 | 4-2 | 0-0 | 2-0 | 3-0 | 3-0 | 5-0 | 4-1 | 1-1 | 4-0 |
| Lokomotiv Moscou                                           | 4-1 |     | 1-0 | 1-1 | 0-0 | 0-1  | 4-3 | 0-1 | 1-0 | 2-0 | 5-0 | 1-0 | 1-1 | 2-1 | 2-1 | 1-1 |
| Spartak Moscou                                             | 1-2 | 1-2 |     | 2-0 | 5-0 | 3-1  | 1-2 | 5-1 | 2-0 | 4-2 | 5-0 | 3-1 | 6-0 | 2-0 | 5-1 | 4-1 |
| Dynamo Moscou                                              | 1-2 | 2-1 | 0-2 |     | 0-0 | 0-1  | 1-0 | 3-0 | 1-0 | 0-0 | 2-0 | 2-0 | 4-3 | 1-1 | 4-1 | 1-0 |
| Torpedo Moscou                                             | 1-4 | 1-0 | 1-2 | 0-0 |     | 1-2  | 3-0 | 3-0 | 2-1 | 0-0 | 1-0 | 2-0 | 3-0 | 1-0 | 0-0 | 2-1 |
| CSKA Moscou                                                | 1-2 | 0-1 | 1-2 | 1-3 | 2-1 |      | 1-4 | 2-0 | 2-2 | 2-2 | 4-0 | 4-0 | 4-0 | 4-0 | 4-1 | 3-1 |
| Rotor Volgograd                                            | 1-1 | 2-1 | 1-1 | 0-2 | 1-2 | 2-2  |     | 1-2 | 2-0 | 3-1 | 5-1 | 1-1 | 7-0 | 4-1 | 0-0 | 5-4 |
| Ouralmach Iekaterinbourg                                   | 0-1 | 1-2 | 0-0 | 0-2 | 1-2 | 1-0  | 5-0 |     | 0-0 | 2-0 | 6-0 | 1-0 | 4-3 | 2-0 | 0-0 | 5-0 |
| Kamaz-Tchally Naberejnye Tchelny                           | 1-0 | 0-2 | 2-0 | 5-2 | 3-1 | 0-0  | 2-0 | 4-0 |     | 2-1 | 2-0 | 1-1 | 3-0 | 0-1 | 1-0 | 1-1 |
| Tekstilchtchik Kamychine                                   | 0-1 | 1-1 | 2-2 | 1-2 | 1-1 | 1-2  | 1-0 | 0-1 | 1-0 |     | 2-0 | 1-2 | 2-1 | 2-0 | 1-2 | 3-1 |
| Tchernomorets Novorossiisk                                 | 0-3 | 2-4 | 1-1 | 0-1 | 0-1 | 1-3  | 2-1 | 3-2 | 2-1 | 2-2 |     | 2-3 | 4-0 | 2-1 | 2-0 | 2-0 |
| Lokomotiv Nijni Novgorod                                   | 2-4 | 0-2 | 0-1 | 1-1 | 2-3 | 0-0  | 1-1 | 3-1 | 0-0 | 4-1 | 0-1 |     | 2-2 | 2-1 | 1-0 | 0-0 |
| Jemtchoujina Sotchi                                        | 0-2 | 0-1 | 1-2 | 0-1 | 3-1 | 0-3  | 2-1 | 4-1 | 4-2 | 0-2 | 2-1 | 0-0 |     | 1-3 | 1-2 | 2-0 |
| Rostselmach Rostov                                         | 0-1 | 0-2 | 1-1 | 2-2 | 1-2 | 1-3  | 0-4 | 2-0 | 2-0 | 2-1 | 0-2 | 2-1 | 1-4 |     | 2-2 | 3-0 |
| Krylia Sovetov Samara                                      | 0-1 | 0-4 | 1-6 | 1-4 | 0-2 | 1-2  | 3-3 | 3-2 | 2-1 | 0-3 | 1-0 | 1-1 | 0-0 | 2-6 |     | 6-3 |
| Dinamo-Gazovik Tioumen                                     | 0-4 | 2-3 | 0-6 | 2-2 | 1-3 | 2-0  | 1-6 | 0-2 | 0-0 | 0-3 | 1-2 | 0-0 | 1-2 | 2-0 | 3-2 |     |
| - Victoire à domicile - Match nul - Victoire à l'extérieur |     |     |     |     |     |      |     |     |     |     |     |     |     |     |     |     |

## Statistiques

### Meilleurs buteurs
| Rang | Joueur                | Club               | Buts |
| ---- | --------------------- | ------------------ | ---- |
| 1    | Oleg Veretennikov     | Rotor Volgograd    | 25   |
| 2    | Aleksandr Maslov      | Rostselmach Rostov | 18   |
| 3    | Valeri Chmarov        | Spartak Moscou     | 16   |
| 4    | Vladimir Niederhaus   | Rotor Volgograd    | 14   |
| 5    | Oleg Garine (en)      | Lokomotiv Moscou   | 13   |
| 6    | Mikhail Kavelashvili  | Spartak-Alania     | 12   |
| 7    | Ievgueni Kharlatchiov | Lokomotiv Moscou   | 11   |
| 7    | Oleg Teriokhine       | Dynamo Moscou      | 11   |

## Les 33 meilleurs joueurs de la saison
À l'issue de la saison, la fédération russe de football désigne les 33 meilleurs joueurs du championnat (ru).
Gardien
1. Sergueï Ovtchinnikov (Lokomotiv Moscou)
2. Zaur Khapov (en) (Spartak-Alania Vladikavkaz)
3. Andreï Smetanine (en) (Dynamo Moscou)

Défenseurs
1. Omari Tetradze (Spartak-Alania Vladikavkaz)
2. Ramiz Mamedov (Spartak Moscou)
3. Andreï Solomatine (Lokomotiv Moscou)

1. Yuriy Nykyforov (Spartak Moscou)
2. Ievgueni Bushmanov (CSKA Moscou)
3. Igor Tchougaïnov (Lokomotiv Moscou)

1. Viktor Onopko (Spartak Moscou)
2. Youri Kovtun (Dynamo Moscou)
3. Inal Djioïev (en) (Spartak-Alania Vladikavkaz)

1. Dmitri Khlestov (Spartak Moscou)
2. Murtaz Shelia (Spartak-Alania Vladikavkaz)
3. Iouri Drozdov (en) (Lokomotiv Moscou)

Milieux de terrain
1. Ievgueni Kharlatchiov (Lokomotiv Moscou)
2. Andreï Tikhonov (Spartak Moscou)
3. Valeri Iesipov (Rotor Volgograd)

1. Oleg Veretennikov (Rotor Volgograd)
2. Mirjalol Qosimov (Spartak-Alania Vladikavkaz)
3. Alekseï Kosolapov (en) (Lokomotiv Moscou)

1. Vladislav Radimov (CSKA Moscou)
2. Sergueï Choustikov (Torpedo Moscou)
3. Igor Yanovski (Spartak-Alania Vladikavkaz)

1. Ilya Tsymbalar (Spartak Moscou)
2. Bakhva Tedeïev (en) (Spartak-Alania Vladikavkaz)
3. Dmitri Alenitchev (Spartak Moscou)

Attaquants
1. Anatoli Kanichtchev (en) (Spartak-Alania Vladikavkaz)
2. Oleg Garine (en) (Lokomotiv Moscou)
3. Vladimir Niederhaus (Rotor Volgograd)

1. Mikhaïl Kavelashvili (Spartak-Alania Vladikavkaz)
2. Valeri Shmarov (Spartak Moscou)
3. Aleksandr Maslov (Rostselmach Rostov)

## Bilan de la saison
| Championnat de Russie de football 1995    |                                        |
| Champion                                  | Spartak-Alania Vladikavkaz (1er titre) |
| Coupes et trophées                        |                                        |
| Vainqueur de la Coupe de Russie 1995-1996 | Lokomotiv Moscou                       |
| Qualifications continentales              |                                        |
| Ligue des champions 1996-1997             | Spartak Moscou                         |
| Coupe des coupes 1996-1997                | Lokomotiv Moscou                       |
| Coupe UEFA 1996-1997                      | CSKA Moscou                            |
| Coupe UEFA 1996-1997                      | Dynamo Moscou                          |
| Coupe UEFA 1996-1997                      | Spartak Moscou                         |
| Coupe UEFA 1996-1997                      | Torpedo Moscou                         |
| Coupe Intertoto 1996                      | Kamaz-Tchally Naberejnye Tchelny       |
| Coupe Intertoto 1996                      | Ouralmach Iekaterinbourg               |
| Coupe Intertoto 1996                      | Rotor Volgograd                        |
| Promotions et relégations                 |                                        |
| Promus en première division               | Baltika Kaliningrad                    |
| Promus en première division               | Lada Togliatti                         |
| Promus en première division               | Zénith Saint-Pétersbourg               |
| Relégués en deuxième division             | Dinamo-Gazovik Tioumen                 |